# Hunting High and Low (canção)
"Hunting High and Low" é uma canção da banda norueguesa A-ha, lançada em 1986. Foi o quarto e último single de Hunting High and Low, álbum de estreia do grupo.
É uma das canções mais conhecidas da banda e também uma das músicas mais tocadas em várias emissoras de rádio em diversos países da Europa e também na América do Sul (principalmente no Brasil).

## Lançamento e Recepção
Hunting High and Low foi lançado no verão de 1986 e se tornou o terceiro single de maior sucesso do álbum homônimo nas paradas e uma das músicas mais conhecidas e populares da banda. A canção não apareceu no gráfico da Billboard Hot 100, mas apareceu na UK Singles Chart, alcançando o #5. A música também fez bastante sucesso na França, onde alcançou o #4 na French Albums Chart
Estima-se que o single da canção tenha vendido cerca de 1,5 milhão de cópias em todo o mundo.

## Faixas
7" Single:
1. "Hunting High and Low"
2. "The Blue Sky" (demo version)

12" Single:
1. "Hunting High and Low" (extended)
2. "Hunting High and Low" (remix)
3. "The Blue Sky" (demo version)

## Desempenho nas paradas musicais
| Parada musical (1986)        | Melhor posição |
| ---------------------------- | -------------- |
| UK Singles Chart             | 5              |
| Noruega - VG-lista           | 10             |
| Áustria - Top 40 Albums      | 24             |
| França - French Albums Chart | 4              |
| Itália - FIMI                | 10             |
| Países Baixos - MegaCharts   | 9              |
| RIANZ                        | 25             |

## Créditos
- Morten Harket – Vocal
- Magne Furuholmen – Teclados, vocal
- Paul Waaktaar-Savoy – Guitarra, vocal